# Kongeriget Hawai‘i
Kongeriget Hawai‘i blev etableret i 1810 ved samlingen af de mindre uafhængige stammeøer. Samlingen blev ledt af høvdingen Kamehameha den Store, ved blodige og effektive kampe. Foreningen endte det feudale samfund, og transformerede øgruppen om til et "moderne" uafhængig konstitutionelt monarki, skabt i tradition med europæiske kongeriger. 
Kongeslottet ʻIolani Palace i Honolulu blev indviet 1845.